# El Oriente, Huatusco
El Oriente är en ort i Mexiko.   Den ligger i kommunen Huatusco och delstaten Veracruz, i den sydöstra delen av landet, 230 km öster om huvudstaden Mexico City. El Oriente ligger 1 095 meter över havet och antalet invånare är 257.
Terrängen runt El Oriente är varierad, och sluttar österut. Runt El Oriente är det ganska tätbefolkat, med 139 invånare per kvadratkilometer. Närmaste större samhälle är Huatusco de Chicuellar, 5,5 km väster om El Oriente. I omgivningarna runt El Oriente växer i huvudsak städsegrön lövskog.